# ملتهمة الحمض
ملتهمة الحمض (الاسم العلمي: Acidovorax) هي جنس من البكتيريا، سلبية الغرام، تتبع فصيلة الكوماموناسيات.

## أصنوفات
الأصنوفات الأدنى لهذا الكائن:
- كود سباركل
- تحديث القائمة

نوع:ملتهمة الحمض الأنطورية 
اسم علمي: Acidovorax anthurii

نوع:ملتهمة الحمض الترابية 
اسم علمي: Acidovorax soli

نوع:ملتهمة الحمض الجذرية 
اسم علمي: Acidovorax radicis

نوع:ملتهمة الحمض الحمئية 
اسم علمي: Acidovorax caeni

نوع:ملتهمة الحمض الحنظلية 
اسم علمي: Acidovorax citrulli

نوع:ملتهمة الحمض الديلافيلدية 
اسم علمي: Acidovorax delafieldii

نوع:ملتهمة الحمض الرزية 
اسم علمي: Acidovorax oryzae

نوع:ملتهمة الحمض السمنية 
اسم علمي: Acidovorax valerianellae

نوع:ملتهمة الحمض السهلة 
اسم علمي: Acidovorax facilis

نوع:ملتهمة الحمض الفولفارتية 
اسم علمي: Acidovorax wohlfahrtii

نوع:ملتهمة الحمض الكاتلية 
اسم علمي: Acidovorax cattleyae

نوع:ملتهمة الحمض الكونجاكية 
اسم علمي: Acidovorax konjaci

نوع:ملتهمة الحمض المجرورية 
اسم علمي: Acidovorax defluvii

نوع:ملتهمة الحمض المعتدلة 
اسم علمي: Acidovorax temperans

نوع:ملتهمة الحمض الهوائية نازعة النترات 
اسم علمي: Acidovorax aerodenitrificans

نوع:Acidovorax avenae 
اسم علمي: Acidovorax avenae

نوع:Acidovorax kalamii 
اسم علمي: Acidovorax kalamii

نوع:Acidovorax lacteus 
اسم علمي: Acidovorax lacteus

نوع:Acidovorax wautersii 
اسم علمي: Acidovorax wautersii